# Mona (winkelcentrum)
Het Moosacher Nahversorgungszentrum (kortweg Mona) is een lokaal winkelcentrum aan de Pelkovenstrasse in de wijk Moosach in München met ongeveer 7.700 m² verkoopruimte. Er zijn ook restaurants, dokterspraktijken en een fitnessruimte. Het werd geopend in oktober 2014. 

## Beschrijving
Het Mona heeft een grijsgroene gevel van glas en metaal. Met uitzondering van winkels en restaurants op de benedenverdieping, de begane grond en de eerste verdieping. Op de tweede verdieping is een medisch centrum gevestigd. Twee extra verdiepingen zijn gereserveerd voor kantoren. De parkeergarage beslaat 7.200 m².
Het lokale winkelcentrum bevindt zich aan de Pelkovenstraße 143–147 op de hoek van de Hanauer Straße. Het Olympia-0Einkaufszentrum ligt in de directe omgeving. De kelder van het Mona is via een eigen ingang verbonden met de metrohalte Olympia-Einkaufszentrum (U1, U3). De metro-ingang (doorbraak maart 2014) vergde een jaar van plannen en testen. 

Het Münchense bureau van Steidle Architects kreeg de opdracht om het gebouw te ontwerpen. Het gebouwencomplex is een zogenaamd “ groen gebouw ” en  werd in 2015 gecertificeerd met LEED-goud. Op het parkeerterrein van het centrum staan zes e-laadpalen.  Het gebouw is genomineerd voor de architectuurprijs  BDA Preis Bayern 2016. 

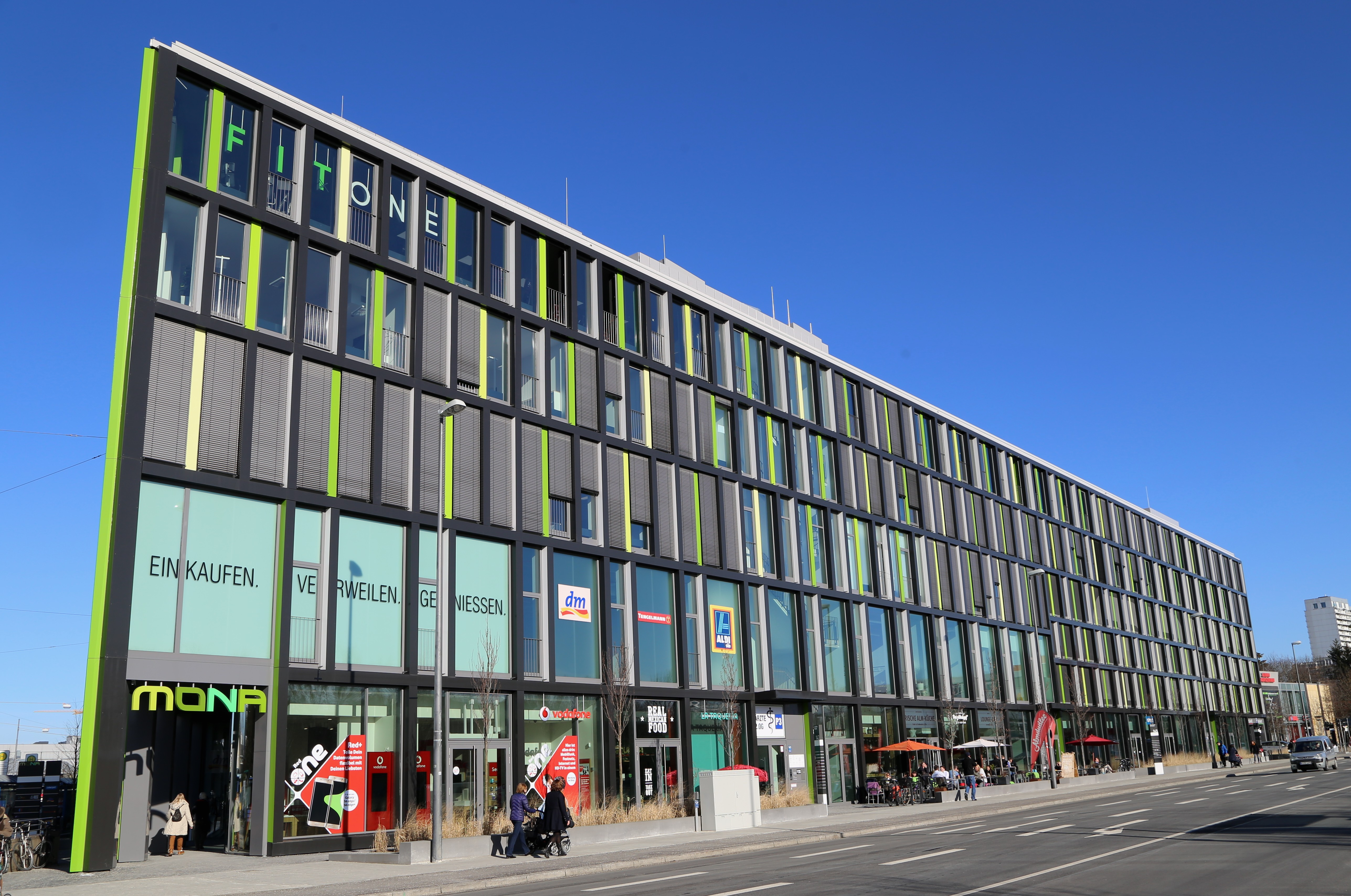
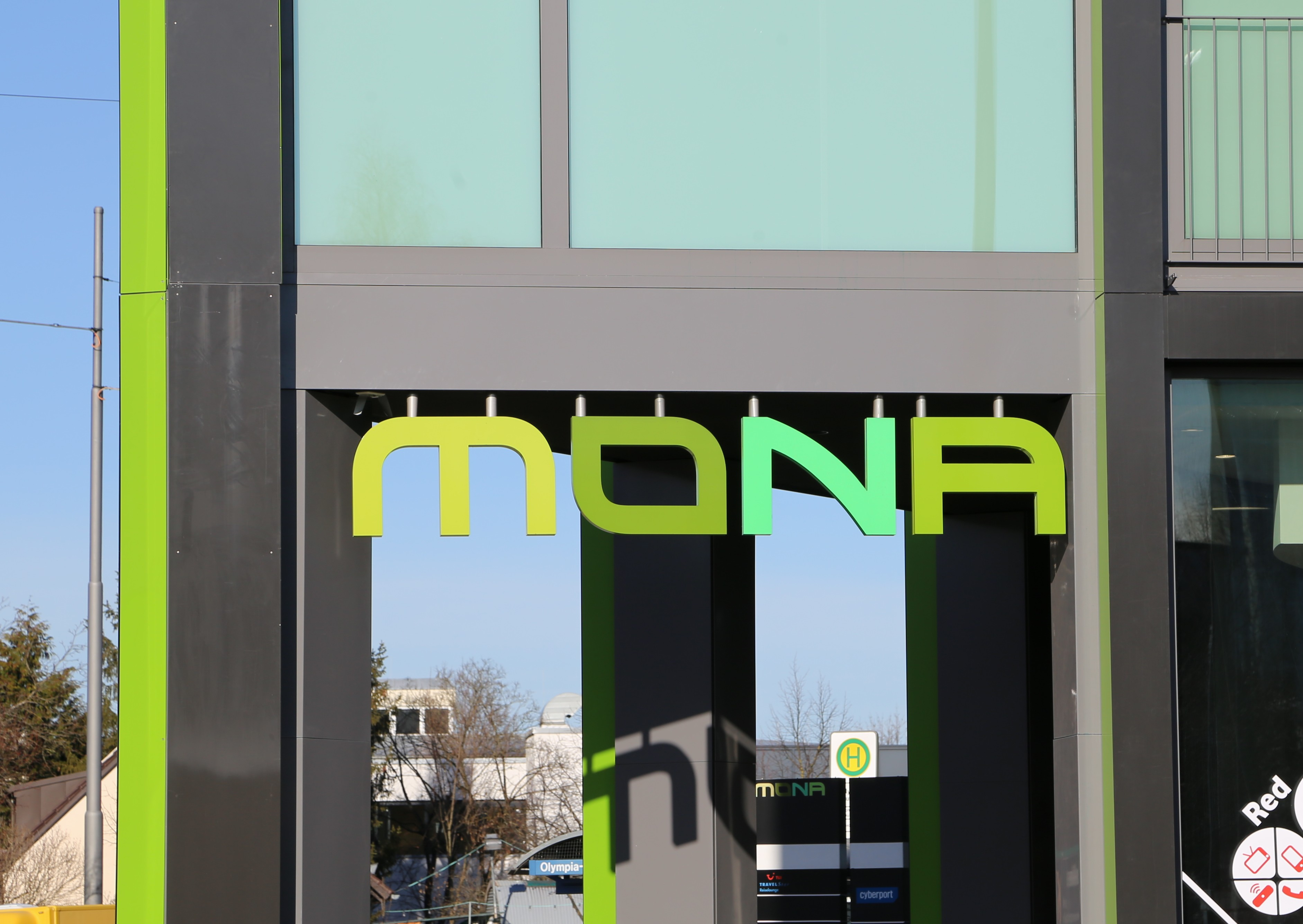
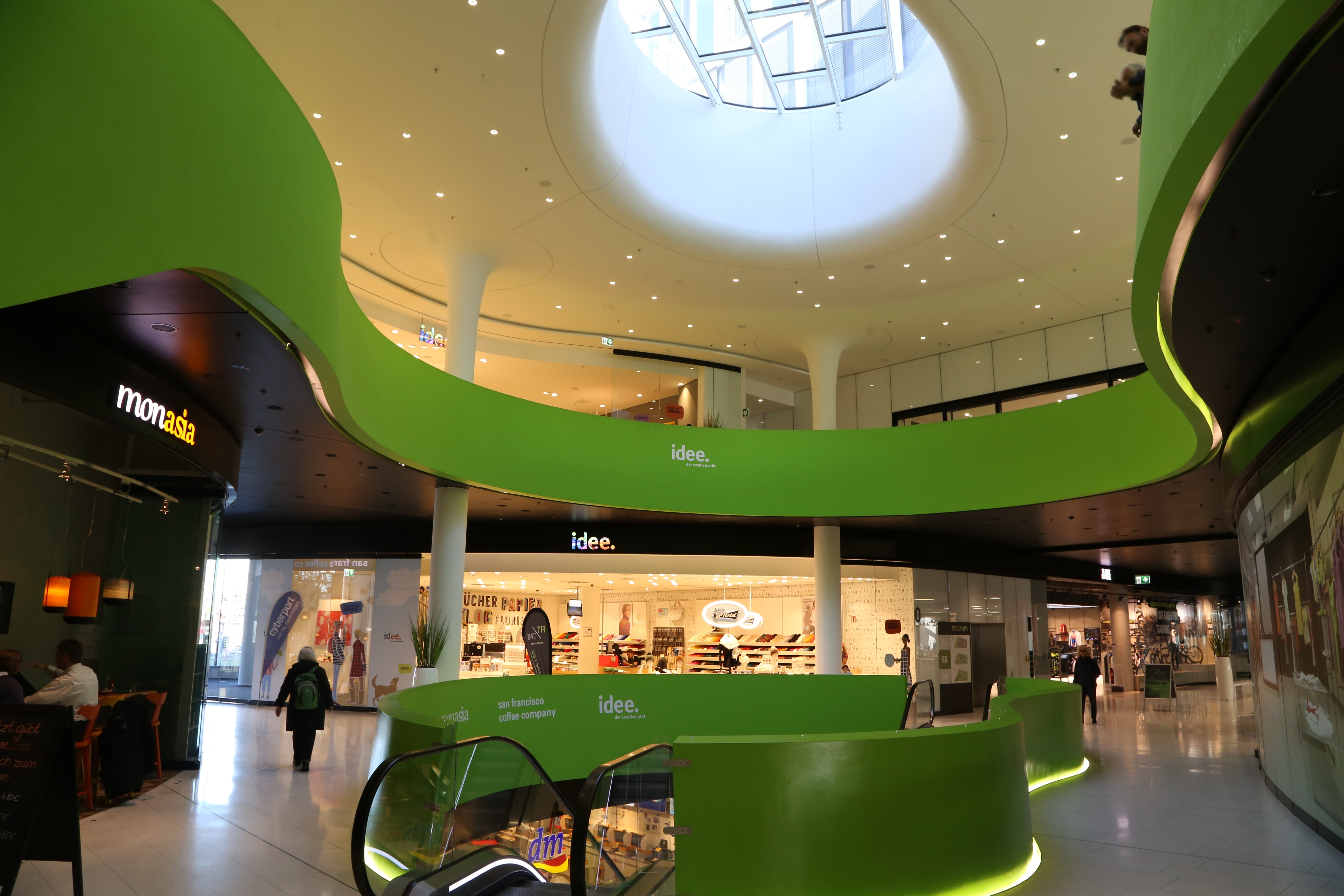
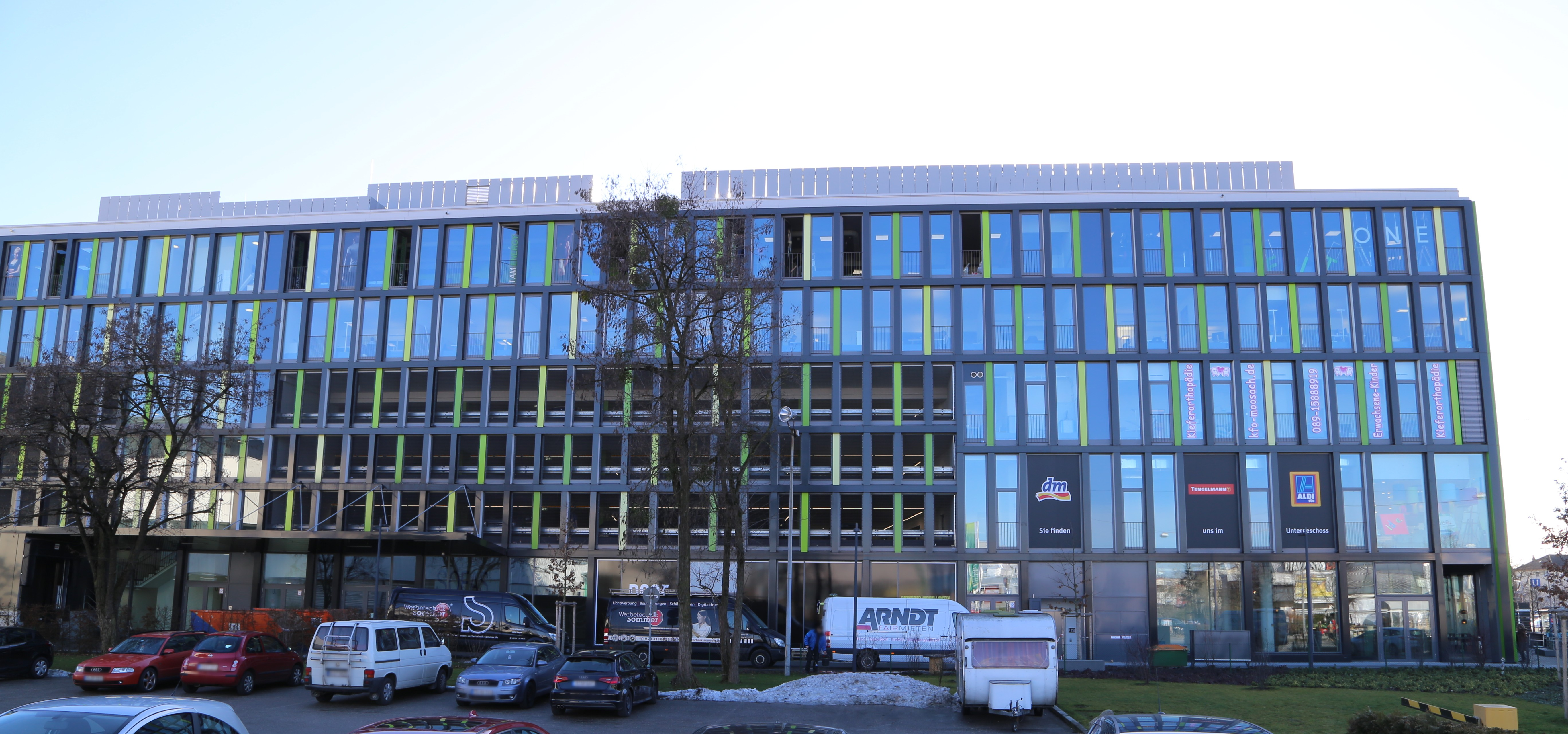
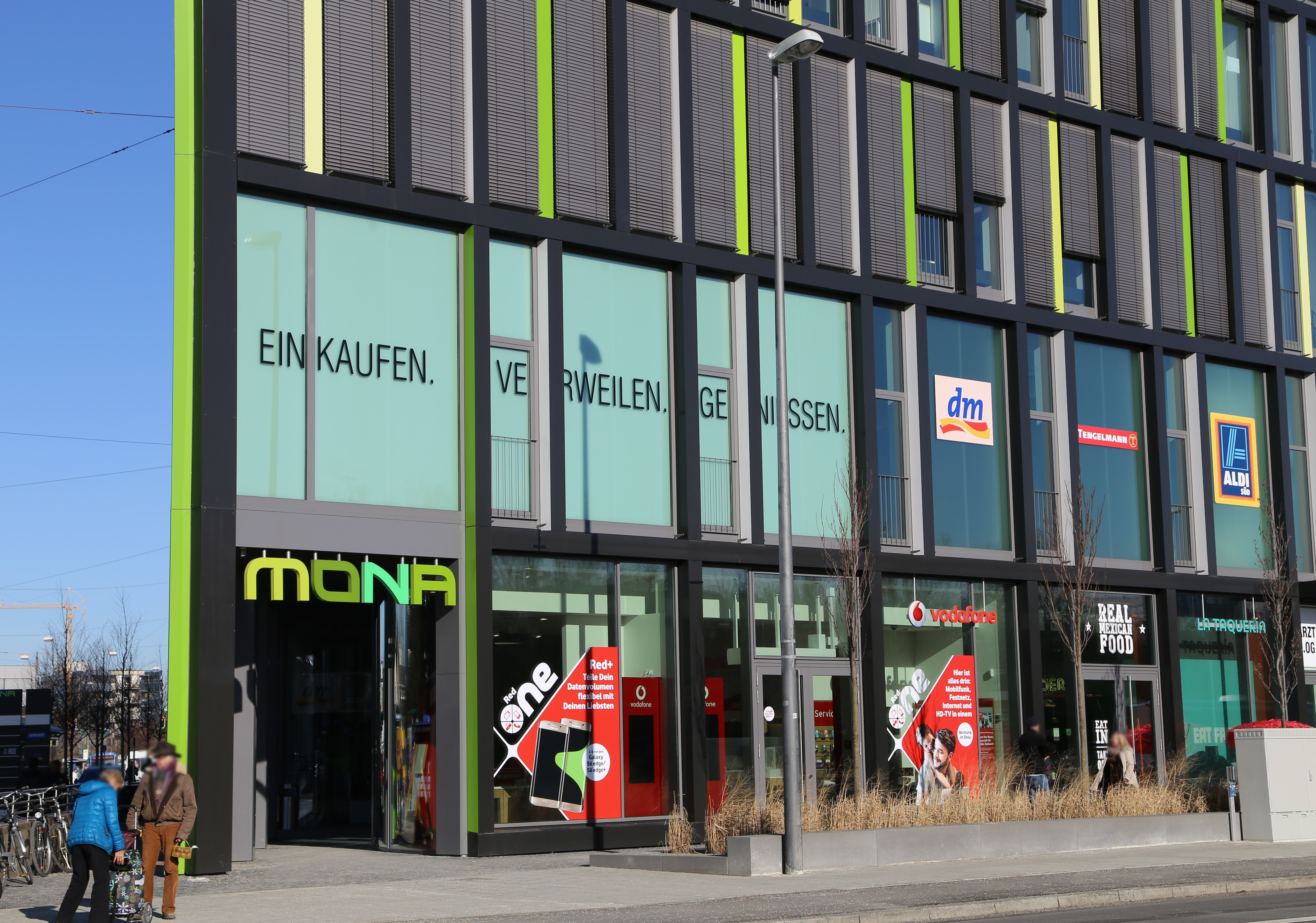
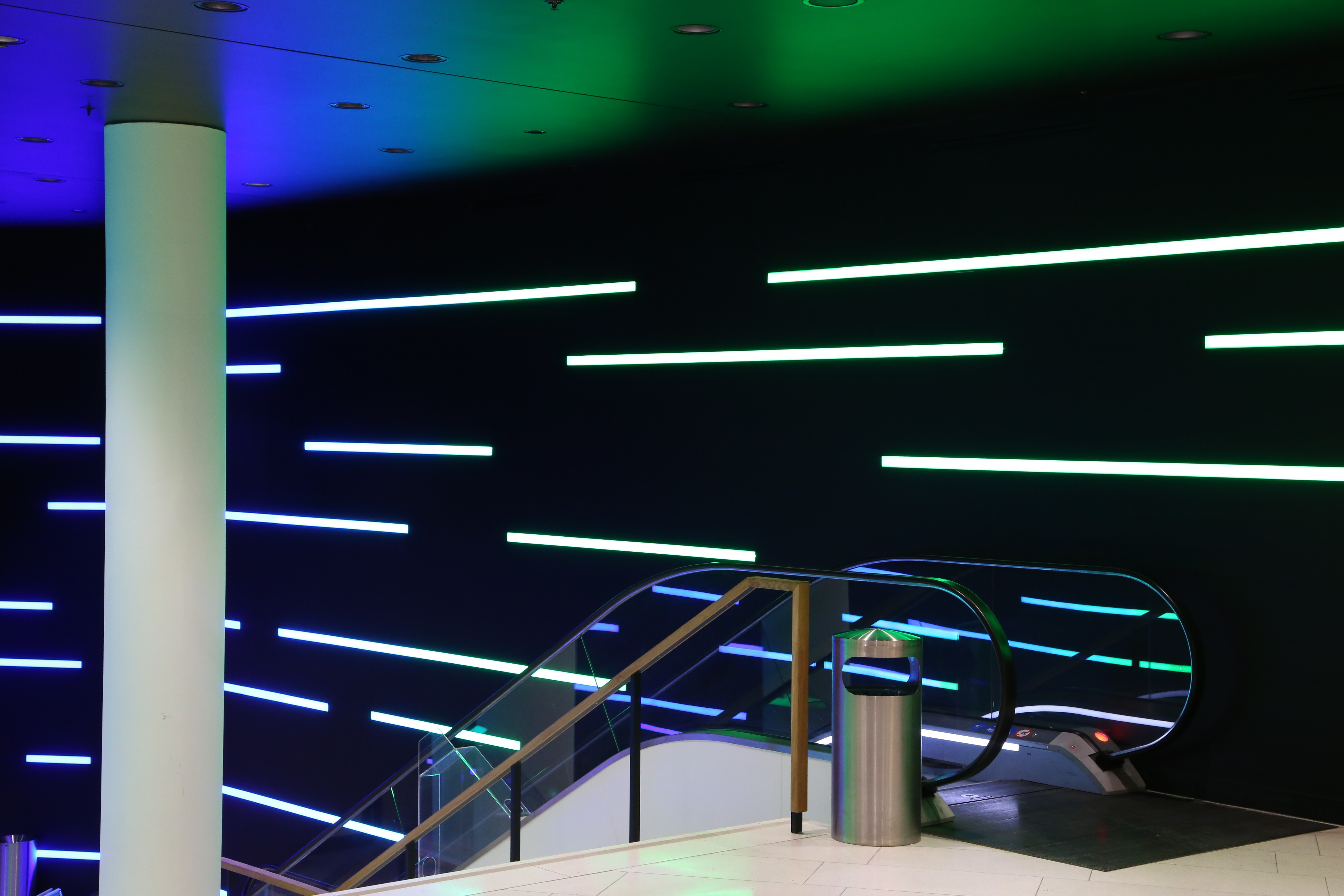

## Economische situatie
Een jaar na de opening klaagden meerdere huurders over een gebrek aan bezoekers, vooral in de detailhandel en horeca. De belangrijkste reden wordt gezien als concurrentie van het naburige Olympia-Einkaufszentrum (OEZ), maar ook een ongemakkelijke sfeer, een ongunstige mix van branches, een lage externe impact en buitensporige parkeertarieven worden genoemd.